# Alex Ifeanyichukwu Ekwueme
Alex Ifeanyichukwu Ekwueme (21 de outubro de 1932 - 19 de novembro de 2017) foi um político nigeriano que foi Vice-Presidente da Nigéria, servindo de 1979 a 1983.